# 윤석민 (1963년)
윤석민(尹錫珉, 1963년 4월 28일 ~ )은 대한민국의 제6·9대 서울특별시 강남구의원이었다. 출신은 충청남도 청양군이다.

## 학력
- 청양국민학교 졸업
- 연세대학교 행정대학원 행정학 석사 졸업
- 서울시립대학교 일반대학원 행정학 박사 수료

## 경력
- 한나라당 서울시장 후보 안보특보
- 한나라당 서울시당 강남구 을 청년회 부회장
- 제3,4기 개포 4동 주민자치위원
- 법무법인 정건 사무장
- 국제라이온스클럽 354-C 회원(충우라이온스클럽 제28대 회장)
- 강남소방서 의용소방대원
- 2011.04 ~ 2014.06 제6대 서울특별시 강남구의회 의원
- 2011.04 ~ 2012.07 제6대 서울특별시 강남구의회 전반기 행정재경위원회 의원
- 2011.04 ~ 2012.07 제6대 서울특별시 강남구의회 전반기 예산결산특별위원회 의원
- 2012.07 ~ 2014.06 제6대 서울특별시 강남구의회 후반기 운영위원회 의원
- 2012.07 ~ 2014.06 제6대 서울특별시 강남구의회 후반기 행정재경위원회 의원
- 2012.07 ~ 2012.09 제6대 서울특별시 강남구의회 후반기 예산결산특별위원회 위원장
- 2012.09 ~ 2014.06 제6대 서울특별시 강남구의회 후반기 예산결산특별위원회 의원
- 2014.11~  2018.2. 강남구청 근무
- 2020.5.31.~2024.4.9.박진 국회의원 보좌관(비서관)
- 2024.04 ~ 제9대 서울특별시 강남구의회 의원
- 2024.04 ~ 2024.07 제9대 서울특별시 강남구의회 전반기 행정재경위원회 위원
- 2024.07~ 제9대 서울특별시 강남구의회 후반기 운영위원회 위원
- 2024.07~ 제9대 서울특별시 강남구의회 후반기 복지문화위원회 위원

## 역대 선거 결과
|  | 40.80% |

|  | 0% |